# 贾汪矿区
贾汪矿区，中国旧区名。
1950年由徐州市设置（县级），驻今江苏省徐州市区东北部贾汪镇。1958年撤销，并入郊区。1960年撤郊区，改设贾汪镇（县级）。1964年又撤镇，复设贾汪矿区。1965年改名贾汪区。